# 강훈 (기업인)
강훈(1968년 2월 2일 ~ 2017년 7월 24일)은 대한민국의 기업인으로 KH컴퍼니의 대표이사다.

## 활동
1992년 신세계 그룹 공채 1기로 입사하여 1997년 ~ 1998년 스타벅스 스타벅스 론칭팀에서 근무하였으며 1998년 외환위기로 스타벅스 브랜드 론칭이 연기되자 신세계에서 퇴사하였고 현재 탐앤탐스 대표 김도균씨와 할리스 커피를 창업하였다. 2003 할리스 커피 경영권을 CJ 플래너스에 매각하기 전까지 할리스 커피 대표이사를 지냈고, 이후 3년간 바이오 산업과 엔터테인먼트 등 여러 분야에서 활동을 시작했지만 모두 실패하게 된다. 2008년 카페베네로 입사하면서 다시 커피 업계로 돌아온 그는 카페베네 사장 역임 당시 매장이 2개밖에 안되었던 카페베네를 당시 업계 최초로 가맹점 500호점을 넘어서는 초고속 성장을 일궈내며 '커피왕'이라는 별명까지 얻었다. 이후 2010년 KH컴퍼니를 세우고 2011년 카페베네를 퇴사, 망고식스 브랜드를 선보였다. 이에 따라 2012년에는 고구려대학교에 가서 망고식스의 직원을 선발하기 위한 '망고식스디저트카페과'를 신설했다.
2016년에는 커피식스, 쥬스식스를 운영하는 KJ마케팅을 인수하기도 했으나 수년 째 계속되는 망고식스의 영업적자로 2017년 7월 기업 회생 절차를 신청하게 된다. 2017년 7월 25일 회생법원 대표자 심문을 앞두고 있었으나 강훈은 그 하루 전 자택에서 사망하였고 기업회생 절차는 지연중이다.

## 학력
- 1987년 ~ 1993년 부산수산대학교 부경대 해양공학과 학사
- 2003년 ~ 2005년 연세대학교 경영전문대학원 석사

## 경력
- 1997년 ~ 1998년 신세계 스타벅스
- 1998년 ~ 2003년 할리스 커피 창업 및 대표이사
- 2008년 ~ 2010년 카페베네 본부장
- 2010년 ~ 2017년 KH컴퍼니 설립 및 대표이사
- 2016년 ~ 2017년 KJ마케팅 대표이사

## 사망
2017년 7월 25일, 서울서초경찰서에 따르면 강 대표는 전날인 2017년 7월 24일 오후 5시 46분쯤 서초구 자택 화장실에서 숨진 채로 발견 됐으며, 유서는 발견되지 않았다고 한다. 회사 직원이 강 대표와 연락이 닿지 않아 자택에 방문하였다가 강 대표가 숨져있는 것을 보고 곧바로 119에 신고하면서 사망 사실이 알려지게 되었으며, 부검을 통해 사망 원인은 자살로 확인되었다.

## 논란
- 할리스커피 매각에 논란이 있다. 강훈은 1998년 신세계 퇴사 후 자본금 1,500만 원으로 할리스커피 첫 매장 오픈, 5년 뒤 50호점까지 확장하며 국내 최초 커피전문점을 안착시켰으나 당시 김도균 공동 창업자와 경영방식 및 이익배분에 불화가 있었던 것으로 알려졌으며 CJ플래너스에 회사를 매각한 이후 매각 대금에서도 다툼이 있었던 것으로 알려져있다. 김도균대표는 이후 탐앤탐스를 창업 현재까지 운영중이다.
- 카페베네의 실질적인 경영자가 누군가에 대한 논란이 있다. 카페베네는 창업자 김선권대표와 강훈 두 사람이 투톱체제로 운영하면서 성공가도를 달렸으나 2010년 카페베네 가맹점이 500호 점을 넘어서면서 두 사람 사이에 지분을 놓고 불화. 당시 강훈의 지분은 2~3%에 불과했던 것으로 알려져있다.
- 카페베네를 떠난 후에도 강훈은 경영능력에 대한 논란에 시달렸다. 카페베네 퇴사 후, KH컴퍼니 창업 망고식스 브랜드 론칭, 2년 만에 가맹점 100호 매장을 넘어서면서 성공적으로 안착하는 듯 보였으나 계절 음료의 한계를 넘지 못하고 폐점이 속출, 2013년 이미 회사 경영이 한계에 봉착했다. 마케팅 외 회사운영 및 투자유치 능력에 의구심이 제기된 계기가 되었다.
- 공정거래위반에 대한 논란이 있다. 2014년 이디야커피, 쥬씨 등 저가 브랜드가 성공하자 주식회사 케이제이마케팅을 우회적으로 설립, 커피식스 및 쥬스식스 출시하면서 실질적으로 같은 회사가 이름만 다른 법인을 통해 기존 망고식스 점주들과 경쟁하게 한다는 비난이 강하게 제기되었고, 소위 잘나가는 브랜드를 카피하는 것 아니냐는 논란에도 시달려야 했다.
- 자금운용에 대한 부적절한 행태에 대한 논란이 있다. 2013년 이후 계속되는 폐점으로 경쟁력을 상실한 망고식스는 직원 급여, 거래처 대금, 공사대금, 가맹보증금, 금융권 등 모든 채무를 연체하기 시작, 매장 물류공급에 차질을 빚으면서 실질적인 가맹점 장악력을 상실했다. 그럼에도 기존 매장 관리를 포기하고 신규 브랜드 디센트를 론칭, 새로운 프랜차이즈를 시도할 정도로 무모한 자금집행 및 경영전략에 대한 비판이 제기되었다. 이 때문에 망고식스의 각 가맹점 업주들이 매우 힘들어했다.
- 망고식스의 경우, 기반이 제대로 잡혔는지의 여부와 상관없이 가맹점 숫자만 무리하게 증가시켰으며 이 때문에 부채가 폭증하는 등 계속되는 경제적 어려움에 시달려야 했다.
- 사망후 경영권 다툼에 대한 논란과 법원 기업회생 절차가 순탄하게 진행될 것인지에 대한 논란이 있다. 임원급 직원들이 모두 퇴사한 상태에서 사망하였고 회사 경영에 책임있는 운영자가 남아있지 않은 상태에서 강훈의 유족, 가맹점주 협의체, 채권단 사이에 경영권에 대한 갈등이 본격화 할 경우 법원의 회생절차도 불가능할 것이라는 예측도 있다.

## 관련 서적
- 강훈, 《카페베네 이야기》(다산북스, 2011)
- 강훈, 《따라하지 말고 선점하라》(다산 3.0, 2015)